# Oberemmendorf

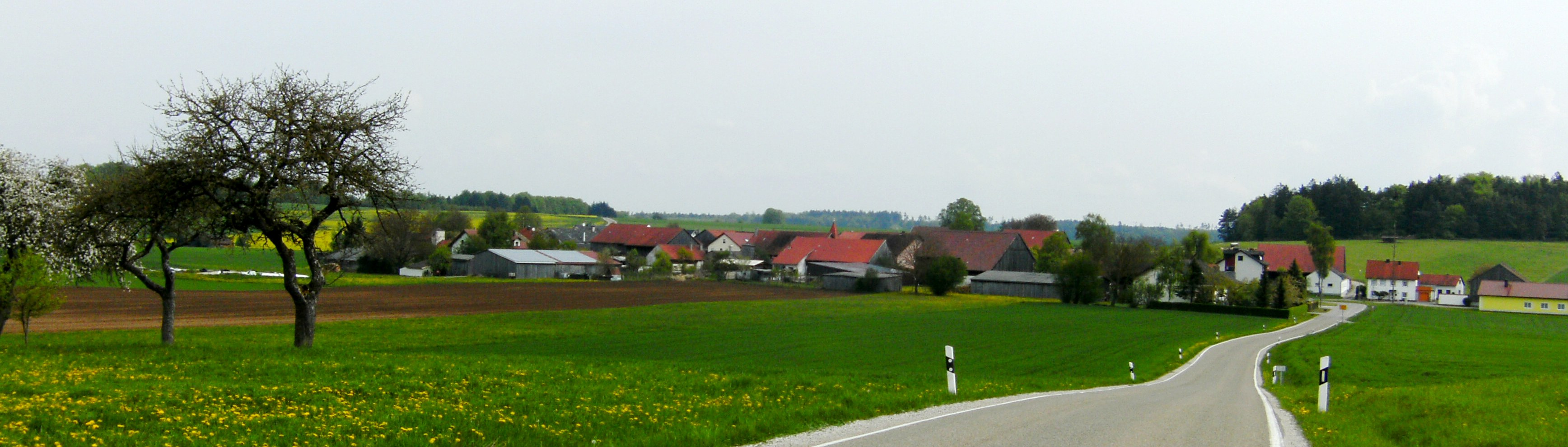
Oberemmendorf

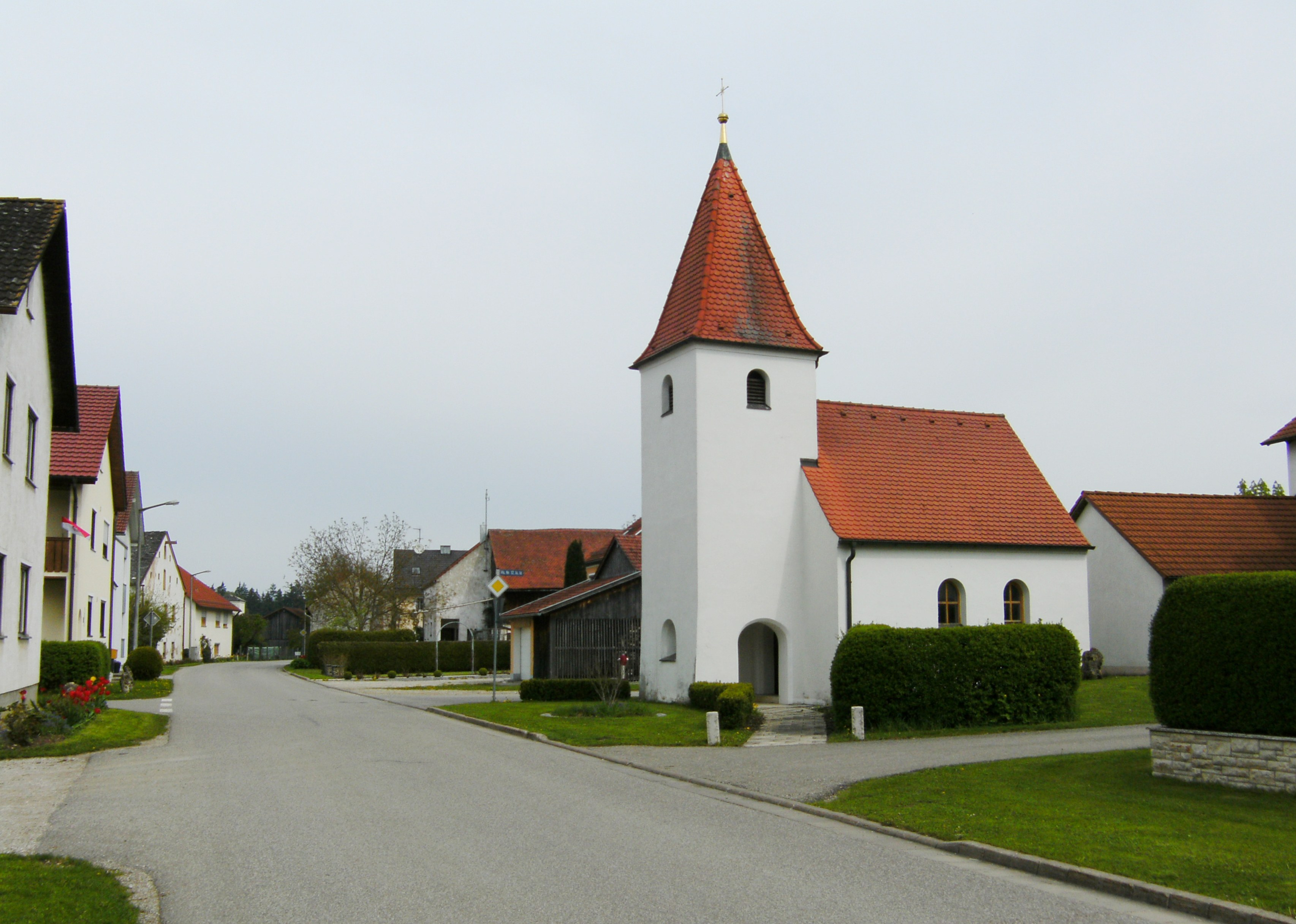
Kath. Kirche in Oberemmendorf

Oberemmendorf ist ein Ortsteil des Marktes Kipfenberg im oberbayerischen Landkreis Eichstätt.

## Lage
Das Kirchdorf Oberemmendorf liegt südlich des Altmühltales und südöstlich von Unteremmendorf auf der Hochfläche der südlichen Frankenalb im Naturpark Altmühltal. Es hat Straßenverbindungen zu den Nachbarorten Irfersdorf und Irlahüll. Über Irlahüll und Kemathen besteht Straßenanschluss an den Gemeindesitz Kipfenberg.

## Geschichte
In den ältesten Quellen ist von Oberemmendorf auf der Albhochfläche und Unteremmendorf (ursprünglich „Niederemmendorf“) im Altmühltal (heute Ortsteil von Kinding) ohne Unterschied die Rede; es handelte sich wohl um den Besitz eines Emmo oder Immo. Von den beiden Dörfern wird Oberemmendorf das jüngere sein. Beide Dörfer zählen wohl zu den „Zugehörungen“ von Kirchanhausen, die König Arnulf 895 dem Eichstätter Bischof schenkte; das Patronatsrecht der Pfarrei Kirchanhausen besaß der Meierhof in Oberemmendorf.
1119 bis 1444 ist das bischöfliche Ministerialengeschlecht der Emmendorfer nachweisbar. Oberhalb von Unteremmendorf sind drei ehemalige Burgsitze nachgewiesen, wo die verschiedenen Linien dieses Geschlechts saßen bzw. die sie als Fluchtburgen benutzten. Nach dem Aussterben der Emmendorfer im 15. Jahrhundert erhielten ihre Lehen die Absberger zu Rumburg. In Oberemmendorf waren auch noch andere Adelige belehnt, so um 1305 die Attenfelder, die Schenken von Geyern, die Marschalke von Hirschberg, im 15. Jahrhundert die Baiersdorfer und die Ittelhofer. 1305 wurde bei der Auseinandersetzung um das Hirschberger Erbe nach dem Aussterben der Hirschberger Grafen mit Gebhard VII. Nieder- und Oberemmendorf im Gaimersheimer Schiedsspruch dem Bischof von Eichstätt zugesprochen. Dieser verkaufte im gleichen Jahr den Meierhof an das Eichstätter Domkapitel; 1484 konnte ihn der Bischof durch Tausch zurückerwerben. 1321 bis 1586 besaß das Kloster St. Walburg in Eichstätt ein Anwesen. Im 15. und 16. Jahrhundert kamen dieser Hof und alle Oberemmendorfer Lehen an der Bischof zurück. 1644 lag ein Hof öd; zwei Höfe waren bäuerlicher Eigenbesitz geworden.
Das Dorf gehörte bis zur Säkularisation 1802 zur Ehehaft Irfersdorf und zum Kastenamt Beilngries des Oberamtes Beilngries-Hirschberg.
Bei der Säkularisation kam das untere Hochstift, zu dem das Oberamt Beilngries-Hirschberg und damit auch Oberemmendorf gehörte, 1802 an Großherzog Erzherzog Ferdinand III. von Toskana und 1806 an Bayern. Dort gehörte das Dorf zum Landgericht Kipfenberg. 1808 bildete Oberemmendorf zusammen mit den Ortschaften Aschbuch, Grampersdorf und Irfersdorf den Steuerdistrikt Irfersdorf. Ab 1810 gehörte diese Gemeinde zum Oberdonaukreis. 1818 wurde sie wieder aufgelöst, Oberemmendorf war wieder eine selbstständige Gemeinde. Zum Bezirksamt, später zum mittelfränkischen Landkreis Eichstätt gehörend, schloss sich Oberemmendorf bei der bayerischen Gebietsreform am 1. Januar 1972 dem Markt Kipfenberg an. Ein halbes Jahr später vollzog sich der Wechsel von Mittelfranken nach Oberbayern.
1973 wurden 104 und 1983 nur noch 87 Einwohner gezählt, die sich in sechs landwirtschaftlichen Vollerwerbs- und neun Nebenerwerbsbetrieben betätigten.

## Katholische Ortskapelle
1713 erhielt das Dorf die Erlaubnis zum Bau einer Kapelle, gebaut wurde aber erst 1753. Später erhielt die Kapelle einen Dachreiter. Heute besitzt das Dorf eine kleine Kirche mit Turm, dessen Untergeschoss als Eingangsbereich zur Kirche dient. Die Ausstattung ist historisch.

## Sonstiges
- Am Weg nach Irfersdorf steht ein Bildstock aus Kalkstein von 1625 mit drei Reliefabbildungen.
- Auf der Hangkante des Altmühltales bei Oberemmendorf gibt es eine Drachenabflugrampe.

## Vereine
- Schützenverein „Felsentor“ Oberemmendorf (gegründet 1969)

## Persönlichkeiten
- Hans Conrad Schumann (* 28. März 1942 in Leutewitz; † 20. Juni 1998 in Oberemmendorf), einer der ersten Grenzflüchtlinge nach dem Bau der Berliner Mauer